# Österreichische Universitätenkonferenz
Die Österreichische Universitätenkonferenz – Die Österreichische Rektorenkonferenz (offizieller englischer Name: Universities Austria; früherer Name bis 2008: Österreichische Rektorenkonferenz), kurz uniko, ist ein Verein, dessen Zweck die Unterstützung der österreichischen Universitäten in ihrer Aufgabenerfüllung und in der Wahrung ihrer Interessen und damit die Förderung von Wissenschaft und Forschung ist.

## Geschichte
Das erste Treffen einer allgemeinen Rektorenkonferenz – seit 1918 Österreichische Rektorenkonferenz und seit 2008 Österreichische Universitätenkonferenz – umfasste alle Hochschulen der österreichisch-ungarischen Monarchie. Es fand auf Initiative des Rektors der Technischen Hochschule Wien, Hans Jüptner von Jonstorff, am 27. und 28. April 1911 in Wien statt. 
Vom Inkrafttreten des Universitäts-Organisationsgesetzes 1975 bis Ende Dezember 2003, als das Universitäts-Organisationsgesetz 1993 vom Universitätsgesetz 2002 abgelöst wurde, war die Rektorenkonferenz eine teilrechtsfähige Einrichtung des Bundes (als Körperschaft öffentlichen Rechts). Seit Jänner 2004 ist sie als Verein organisiert.
Neben der internen Koordination der staatlichen österreichischen Universitäten vertritt die Österreichische Universitätenkonferenz die Anliegen der Universitäten in internationalen und nationalen Angelegenheiten und in der Öffentlichkeit, so ist sie Mitglied der European University Association.
Mitglieder der Österreichischen Universitätenkonferenz sind die staatlichen Universitäten gemäß Universitätsgesetz, die in der Plenarversammlung durch den jeweiligen Rektor vertreten sind. Aus den Reihen der Universitätsrektoren wird der Präsident gewählt. Präsidentin ist seit 29. Oktober (geschäftsführend) bzw. 9. Dezember 2024 (gewählt) Brigitte Hütter, Rektorin der Universität für künstlerische und industrielle Gestaltung Linz; Generalsekretärin ist seit 2012 Elisabeth Fiorioli.

## Präsidenten seit 1945
- Ludwig Adamovich (Universität Wien), 1945–1947
- Johann Sölch (Universität Wien), Studienjahr 1947/48
- Wolfgang Denk (Universität Wien), Studienjahr 1948/49
- Richard Meister (Universität Wien), Studienjahr 1949/50
- Johannes Gabriel (Universität Wien), Studienjahr 1950/51
- Alfred Verdross-Drossberg (Universität Wien), Studienjahr 1951/52
- Wilhelm Czermak (Universität Wien), Herbst 1952 bis Frühling 1953
- Alfred Verdross-Drossberg (Universität Wien), Frühling 1953 bis Herbst 1953
- Leopold Schönbauer (Universität Wien), Studienjahr 1953/54
- Johann Radon (Universität Wien), Studienjahr 1954/55
- Carl Johann Jellouschek (Universität Wien), Studienjahr 1955/56
- Johann Schima (Universität Wien), Studienjahr 1956/57
- Erich Schenk (Universität Wien), Studienjahr 1957/58
- Erwin Schneider (Universität Wien), Studienjahr 1958/59
- Tassilo Antoine (Universität Wien), Studienjahr 1959/60
- Othmar Kühn (Universität Wien), Studienjahr 1960/61
- Franz Arnold (Universität Wien), Studienjahr 1961/62
- Roland Graßberger (Universität Wien), Studienjahr 1962/63
- Albin Lesky (Universität Wien), Studienjahr 1963/64
- Karl Fellinger (Universität Wien), Studienjahr 1964/65
- Nikolaus Hofreiter (Universität Wien), Studienjahr 1965/66
- Karl Hörmann (Universität Wien), Studienjahr 1966/67
- Fritz Schwind (Universität Wien), Studienjahr 1967/68
- Walther Kraus (Universität Wien), Studienjahr 1968/69
- Fritz Zerbst (Universität Wien), Studienjahr 1969/70
- Richard Biebl (Universität Wien), Studienjahr 1970/71
- Alexander Dordett (Universität Wien), Studienjahr 1971/72
- Günther Winkler (Universität Wien), Studienjahr 1972/73
- Siegfried Korninger (Universität Wien), 1973–1975
- Franz Seitelberger (Universität Wien), 1975–1977
- Kurt Komarek (Universität Wien), 1977–1979

- Manfried Welan (Universität für Bodenkultur Wien), 1979–1981
- Richard Plaschka (Universität Wien), 1981–1983
- Hans Tuppy (Universität Wien), 1983–1985
- Walter Kemmerling (Technische Universität Wien), 1985–1987
- Christian Brünner (Universität Graz), 1987–1989
- Werner Biffl (Universität für Bodenkultur Wien), 1989–1991
- Alfred Ebenbauer (Universität Wien), 1991–1993
- Johannes Hengstschläger (Universität Linz), 1993–1995
- Peter Skalicky (Technische Universität Wien), 1995–1999
- Wolf Rauch (Universität Graz), April bis Dezember 1999
- Georg Winckler (Universität Wien), 2000–2005
- Christoph Badelt (Wirtschaftsuniversität Wien), 2005–2009
- Hans Sünkel (Technische Universität Graz), 2010–2011
- Heinrich Schmidinger (Universität Salzburg), 2011–2015
- Sonja Hammerschmid (Veterinärmedizinische Universität Wien), Jänner bis Mai 2016
- Oliver Vitouch (Universität Klagenfurt), 2016–2017
- Eva Blimlinger (Akademie der bildenden Künste Wien), 2018–2019
- Oliver Vitouch (Universität Klagenfurt), Juli bis Dezember 2019
- Sabine Seidler (Technische Universität Wien), 2020–2023
- Oliver Vitouch (Universität Klagenfurt), 2023–2024
- Brigitte Hütter (Kunstuniversität Linz), 2024–